# 保羅·朗之萬
保羅·朗之萬（法語：Paul Langevin，法語發音：[pɔl lɑ̃ʒvɛ̃]；1872年1月23日—1946年12月19日），法國物理學家，主要貢獻有朗之萬動力學及朗之萬方程。

## 生平
朗之萬出生於巴黎，曾就讀於巴黎高等物理化工学院及巴黎高等师范学校。此后，他來到劍橋大學，在約瑟夫·湯姆森的指導下於卡文迪許實驗室學習。後來，朗之萬回到巴黎大學，並在皮埃爾·居里的指導下於1902年取得博士學位。1904年，朗之萬成為法蘭西學院的物理學教授。1926年成為巴黎高等物理化工学院主任。於1934年入選法國科學院。
朗之萬以其對順磁性及抗磁性的研究而聞名，他提出用現代的原子中的電子電荷去解釋這些現象。他最著名的研究是使用皮埃爾·居里的壓電效應的紫外線應用。第一次世界大戰期間，他開始用聲波去探測潛艇並以其回音確定其位置的研究。但裝置能運作時，大戰已經結束。在他的研究生涯中，在法國做出很多傳播相對論的工作。
1911年，朗之萬與瑪麗·居禮之間的風流韻事在巴黎甚囂塵上。他以直言不諱反對納粹主義著稱，納粹德國佔領法國時，他被維希政府革職，1944年方恢復原職。
他是反法西斯知識分子警覺委員會的創始人之一，該委員會是一個尾隨1934年2月6日極右暴亂成立的反法西斯組織。他曾於1944年至1946年任法國人權聯盟主席（當時他剛加入了法國共產黨）。
朗之萬在巴黎解放兩年後的1946年逝世。
1931年，应中华民国政府之邀，国联组成中国教育与科学发展考察团，朗之万与其他数位欧洲知名教授参与，来华访问约3个月。朗之万与中国物理学家进行了广泛的接触和交流，他应邀参观了多个科学研究机构，在上海、北平、杭州等地做了多次学术演讲。并在此后于巴黎收纳了中国籍学生汪德昭。

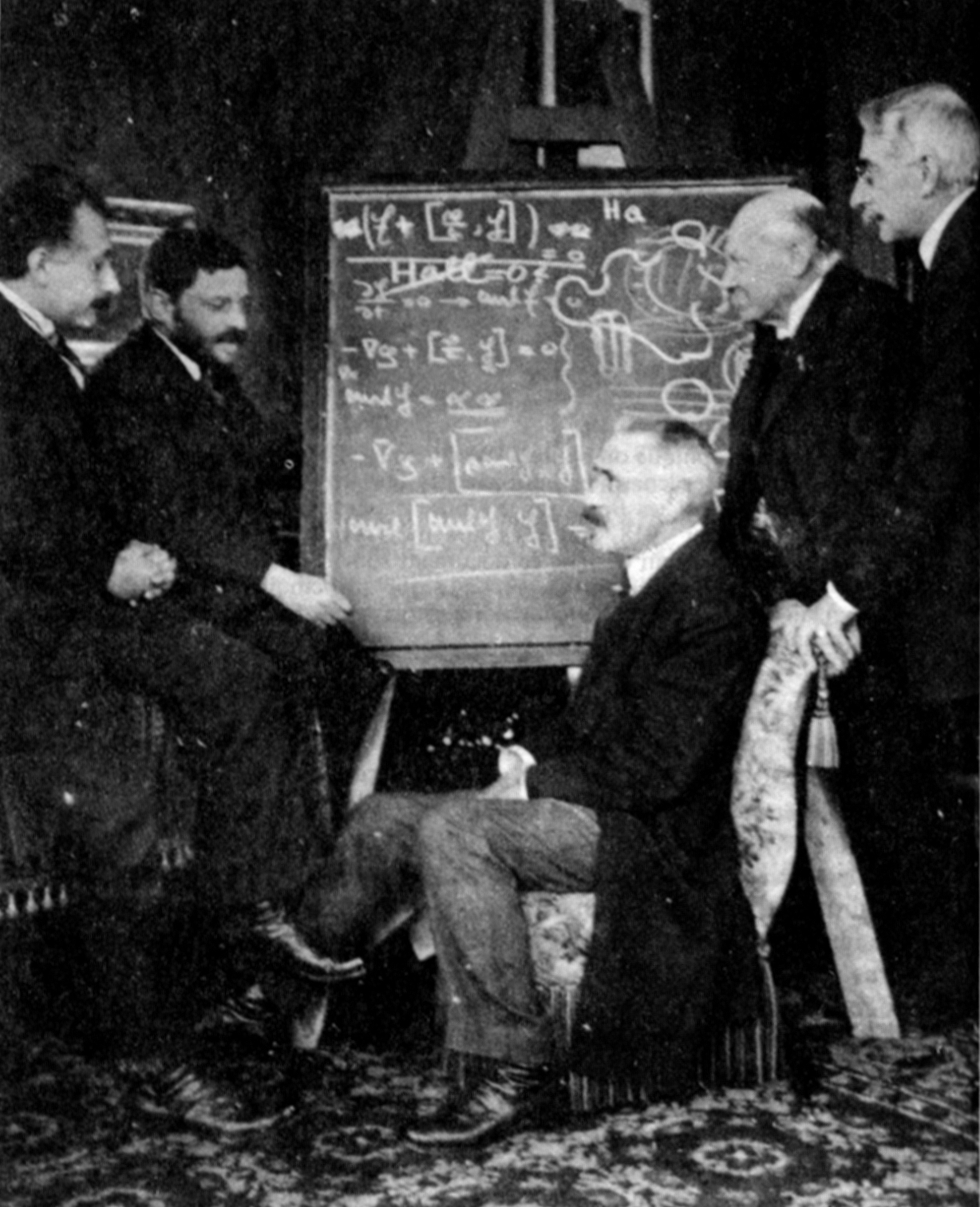
艾爾伯特·愛因斯坦，保羅·埃倫費斯特，保羅·朗之萬，海克·卡末林·昂內斯與皮埃爾·韋斯於埃倫費斯特在萊頓的家中

## 理论
1905年，朗之万在经典统计理论的基础上，给出了第一个顺磁理论，说明了第一类顺磁性规律，即：顺磁性物质的磁化率(X)=居里温度(C)/温度（T）,他的主要理论如下：
1. 设顺磁物质中每个原子（或磁离子）的固有磁矩为μ，而且原子之间没有相互作用。
2. 当外磁场H=0，各原子的μ受热扰动的影响，在平衡态时，其方向是无规则分布的，所以体系的总磁矩M=0.
3. 当外加磁场H作用在物质上时，某原子磁矩μ与磁场H的夹角θ，在磁场中的能量为：Ε=-μΗcosθ。

## 外部連結
- Michel Barran作的Wolfram研究所傳記條目 （页面存档备份，存于）（英文）
- Alsos核專題數碼圖書館中給尼爾斯·波耳的註釋傳記（英文）